# 화석회각공주
화석회각공주(중국어: 和硕怀恪公主, 1695년 - 1717년)는 옹정제의 차녀로, 생모는 제비 이씨이다. 화석회각공주는 옹정제의 황녀 중 유일하게 성년을 맞이한 사람이다.

## 생애
강희 34년 7월 6일, 생모 이씨가 시첩 시절에 번저에서 태어났다. 강희 51년 (1712년) 3월, 군군(郡君)에 봉해지고, 7월에 군주(郡主)로 진봉하여, 9월에 훈구세가 출신의 도통 만주정백기 울라나라씨 성덕(星德)에게 하가했다. 강희 56년 (1717년) 3월, 22세의 나이로 사망했다. 부마 성덕은 비록 두 아들이 있지만, 회각공주 소생이 아니다. 청 조정은 이 두 서출에게 음생(荫生)의 신분을 주었지만, 그들은 벼슬을 하지 않았다. 이는 성덕 일문이 손자 대부터 고위 관료 집안에서 기내병정 계층으로 추락하는 결과를 낳았다.
옹정 원년 3월 4일, 화석공주, 화석화각공주로 추봉하고, 관료를 파견하여 제사를 지내고, 묘비를 세우는 관례에 따라 처리하였다. 옹정 12년 11월, 화석액부 성덕에게 10년치 봉급을 주었고, 달리강의 군영에서 몽골 병사를 훈련시키는 것을 목적으로 삼았다. 건륭 원년 정월에 소환되었다.

## 참고 문헌
- 청사고 권 166